# Józef Zwinogrodzki
Józef Zwinogrodzki ps. „Turkuć” (ur. 1918, zm. 16 sierpnia 2005) – żołnierz Armii Krajowej, więzień Gułagu, doktor nauk medycznych.

## Życiorys
Syn Włodzimierza. W 1935 roku ukończył Gimnazjum im. Karola hr. Brzostowskiego w Suwałkach. Od 1936 roku studiował medycynę na Uniwersytecie Stefana Batorego w Wilnie oraz zagranicą (Monachium). 
W czasie kampanii wrześniowej 1939 walczył w szeregach 29 pułku artylerii lekkiej. Po zakończeniu walk został internowany na Litwie. Po powrocie do kraju wstąpił w szeregi Związku Walki Zbrojnej a następnie Armii Krajowej. W październiku 1942, w stopniu podporucznika, został przydzielony do podobwodu Zdzięcioł (kryptonim „Mydło”) należącego do Obwodu Nowogródek Armii Krajowej. Był dowódcą batalionu „Bogdanka”, wchodzącego w skład 77 pułku piechoty AK, w tym okresie został również awansowany do stopnia majora. Jako dowódca brał udział w operacji Ostra Brama. Od 1944 roku był członkiem wileńskiej Okręgowej Delegatury Rządu na Kraj, pełniąc funkcję m.in. kierownika Wydziału Informacji i Pracy oraz Wydziału Bezpieczeństwa. W 1945 roku został aresztowany i skazany na 15 lat zesłania, którą to karę odbył w obozach Workutłagu i Rieczłagu. Do Polski powrócił w 1956 roku. Uzyskał stopień naukowy doktora nauk medycznych na Akademii Medycznej w Gdańsku ze specjalnością chirurg ortopeda. Był pracownikiem Kliniki Ortopedii Akademii Medycznej w Warszawie.
W 1993 roku został awansowany do stopnia podpułkownika.

## Ordery i odznaczenia
- Srebrny Krzyż Orderu Virtuti Militari (jeszcze w latach II wojny światowej), nr 13407[4]
- Krzyż Komandorski Orderu Odrodzenia Polski
- Złoty Krzyż Zasługi
- Krzyż Armii Krajowej